# 松永壮太朗
松永 壮太朗（まつなが そうたろう、2002年7月4日 - ）は、ジャパンラグビーリーグワンの花園近鉄ライナーズに所属するラグビーユニオン選手。

## 来歴
小学4年生の頃、タグラグビーを始める。
2017年、京都市立勧修中学校では、全国中学生ラグビーフットボール大会（太陽生命カップ、第8回）で準優勝となる。第23回全国ジュニア・ラグビーフットボール大会では、京都府中学校代表で出場した。
京都市立京都工学院高等学校に進学。2020年、高3で京都府予選の決勝で敗れ、花園（全国高等学校ラグビーフットボール大会）出場を逃す。
京都産業大学に入る。2年時では関西大学ラグビーフットボールリーグに先発出場を続けた。3年時と4年時の大学選手権（全国大学ラグビーフットボール選手権大会）ではチームは4強となり、準々決勝では控えでの出場機会を得た。
2025年1月24日、ジャパンラグビーリーグワンの花園近鉄ライナーズへの入団を発表した。同年3月、京都産業大学卒業。